# Leptogenys truncatirostris
Leptogenys truncatirostris is een mierensoort uit de onderfamilie van de Ponerinae. De wetenschappelijke naam van de soort is voor het eerst geldig gepubliceerd in 1897 door Forel.